# Locotenent major
Locotenent major este denumirea unui fost grad militar din Armata română, superior celui de locotenent și inferior celui de căpitan. 
Ca însemn al epoleților, era reprezentat prin trei steluțe.
Acest grad există și în prezent, în armata rusă (Старший лейтенант), în armata germană (Oberleutnant), în armata austriacă (Oberleutnant), în armata elvețiană (Oberleutnant) etc.